# Pétrichor

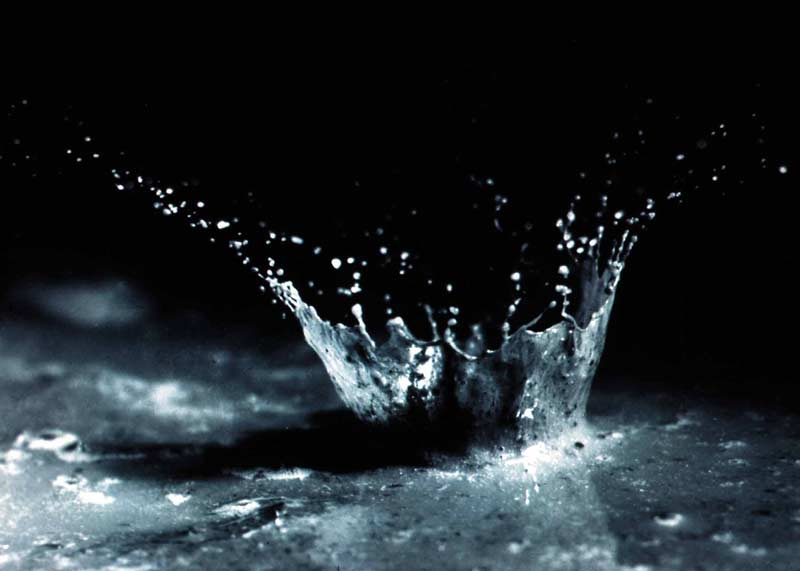
Le choc des gouttes d'eau avec le sol sec génère la dispersion des composés organiques volatils du pétrichor qui, en se combinant avec la géosmine, produisent l'odeur de terre très particulière qui reste peu de temps dans l'atmosphère.

Le pétrichor (prononcé /petʁikɔʁ/, du grec petra, « pierre », et ichor, « sang, fluide ») est un liquide huileux sécrété par certaines plantes, puis absorbé par le sol et les roches argileuses pendant les périodes sèches. Il imbibe également les graines de plantes en période de germination, ce qui fournit aux végétaux une meilleure tolérance à la dessiccation (en). Cette substance huileuse participe à la formation de l'odeur de terre mouillée.

## Étymologie
Le terme vient de l'anglais petrichor, mot forgé en 1964 par Isabel Joy Bear, une chimiste, et Roderick G. Thomas, un minéralogiste, tous deux australiens, à partir du grec ancien πέτρα / pétra (« pierre ») et ἰχώρ / ikhṓr (« fluide, sang »), l’ichor désignant le sang des dieux dans la mythologie grecque.

## Description
Après la pluie, cette huile, combinée aux composés de sédiments, dégage des composés organiques volatils qui, en se combinant avec la géosmine, produisent cette odeur de terre très particulière qui reste peu de temps dans l'atmosphère. Le parfum de la route mouillée et rafraîchie par l’averse est également caractéristique. L’ozone se combine avec le pétrichor et des composés aromatiques du bitume pour produire cette odeur.
La géosmine et les autres composés volatils d’un pétrichor présents sur le sol ou dissous dans la goutte de pluie sont libérés sous forme d’aérosol et transportés par le vent vers les zones environnantes. L’odeur de pétrichor (odeur de terre due à la géosmine, et autres composés tels que le 2-méthylisobornéol (en)) se diffuse rapidement grâce au vent et alerte ainsi les personnes plus éloignées de la pluie de l'imminence des précipitations,.

## Étude
En 2015, des chercheurs du Massachusetts Institute of Technology (MIT) ont utilisé des caméras haute vitesse pour enregistrer la manière dont l'odeur se déplace dans l'air.
Les essais ont consisté en 600 expériences environ sur 28 types de surfaces différentes, incluant des matériaux artificiels et des échantillons de sols.
Quand une goutte de pluie atterrit sur une surface poreuse, l'air des pores forme de petites bulles qui remontent à la surface et relâchent des aérosols. De tels aérosols emportent l'odeur ainsi que des bactéries et virus depuis le sol. Les gouttes de pluie qui tombent à un rythme plus lent tendent à émettre plus d'aérosols dans l'air car ceux-ci sont moins lessivés et dilués par l'eau de ruissellement que durant une forte averse. Ceci expliquerait qu'on observe plus fréquemment le pétrichor après les pluies légères.